# Benno
Benno  è un nome proprio di persona tedesco maschile.

## Varianti
- Maschili: Beno

## Origine e diffusione
Si tratta di una forma abbreviata, usata anche come nome indipendente, di altri nomi tedeschi che iniziano con l'elemento bern, "orso", come ad esempio Bernhard. È stato più avanti associato anche al nome Benedikt.
Viene talvolta italianizzato nella forma "Bennone".

## Onomastico
L'onomastico si può festeggiare il 16 giugno (in precedenza 3 agosto), in memoria di san Benno o Bennone, vescovo di Meißen, oppure il 3 agosto, in onore del beato Benno di Metz, fondatore dell'abbazia di Einsiedeln.

## Persone

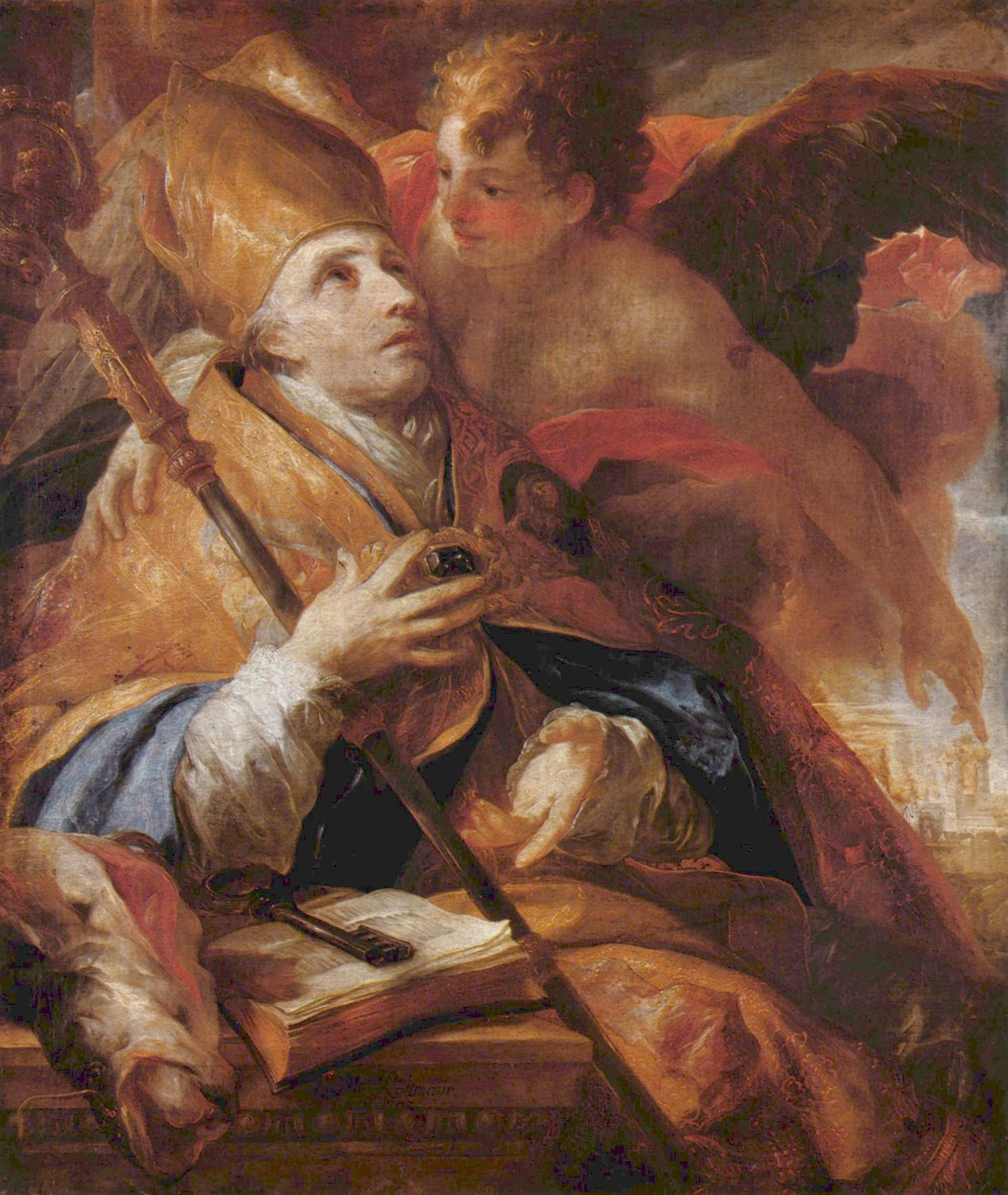
Benno di Meißen

- Benno di Meißen, vescovo cattolico e monaco tedesco
- Benno Adam, pittore tedesco
- Benno Erdmann, filosofo e psicologo tedesco
- Benno Fiala von Fernbrugg, aviatore austro-ungarico
- Benno Fürmann, attore tedesco
- Benno Walter Gut, cardinale svizzero
- Benno Kerry, filosofo e psicologo austriaco
- Benno Magnusson calciatore svedese
- Benno Moiseiwitsch, pianista ucraino naturalizzato britannico
- Benno Ohnesorg, attivista tedesco

### Variante Beno
- Beno Gutenberg, fisico e sismologo tedesco
- Beno Udrih, cestista sloveno